# Здорові діти у щасливій країні (соціальна програма)
Програма «Здорові діти в щасливій країні» – соціальна програма, метою якої є зниження дитячої смертності в Україні через допомогу у придбанні необхідного медичного обладнання для реанімаційних відділень обласних дитячих лікарень.

## Ініціація програми
За ініціативою Всеукраїнського благодійного фонду «Дитячий світ» спільно з Міністерством охорони здоров'я України 29 травня 2007 року було запроваджено соціальну програму «Здорові діти в щасливій країні». 
Одним із перших масштабних заходів, організованих фондом «Дитячий світ» в рамках програми, стала всеукраїнська акція зі збору благодійних пожертвувань на закупівлю реанімобіля - «операційної на колесах», - для Науково-практичного медичного центру дитячої кардіології та кардіохірургії,  де  лікуються діти із вродженими патологіями розвитку серця. Першими учасниками акції стали  співробітники банку, які відрахували певну суму зі своєї заробітної плати. До них  приєдналися клієнти та партнери банку. В результаті  акцію підтримали понад 30 громадських організацій, зірки української естради та спорту, українські комерційні компанії та ін. Підтримку фонду надали ЗМІ, серед яких більше 30 всеукраїнських та регіональних телеканалів.
В ході акції було зібрано близько 400 тис. гривень, таку ж суму додав Надра Банк. За зібрані кошти  було куплено реанімобіль і подаровано  дитячому кардіоцентру. Автомобіль оснащений суперсучасним медичним обладнанням для проведення невідкладних операцій, оперативного та максимально безпечного транспортування дітей з хворим серцем з будь-якого куточка України. Вже за перші місяці своєї роботи він здійснив кілька десятків екстрених виїздів та перевіз до кардіоцентру хворих дітей для проведення складних операцій на серці.  Завдяки  обладнанню реанімобіля лікарі мають можливість надавати першочергову допомогу і рятувати життя важкохворим дітям..
|  | «На сьогоднішній день дитяча медицина не могла б повноцінно існувати без меценатів, які завжди готові прийти на допомогу, - зазначив головний лікар НПМЦДКК Володимир Жовнір. - Ми вдячні ВБФ «Дитячий світ» та Надра Банку – засновнику фонду, за надану допомогу». |

## Акції програми
У рамках програми також було проведено понад 20 благодійних акцій, зокрема: 
- Акція «Допоможемо дітям разом»  - збір коштів волонтерами в супермаркетах «Сільпо» 18 областей України. Акція проходила у  2007 -  2008 рр., за підтримки ГК «Фоззі груп».
- Акція «Тепло твого серця» - збір коштів волонтерами у відділеннях Надра Банку, а також розміщення у відділеннях 650 скарбничок для збору коштів. Акція відбулась у 2006 р.
- Акція «Квітка життя» - збір коштів волонтерами на вулицях 40 міст 23 областей України. Волонтери  Всеукраїнського благодійного  фонду «Дитячий світ» спільно з спільно з 40 партнерськими громадськими організаціями  проводити акцію протягом 2006-2008 рр.
- Акція «Подивись дитині в очі» -   у 2007 р., за підтримки ГК «Фокстрот» було організовано  дитячі фестивалі у Києві з виступами талановитих дітей та збором коштів. В акції взяли участь понад 5 тис. киян і гостей міста.
- Акція «Благодійна листівка» - з 2007 р.  щорічно  на Новий рік, Різдво та Великдень  поширюються  благодійні поштівки серед фізичних осіб та бізнес-компаній.
- Акція «Збір коштів на робочому місці» - акція збору коштів на робочому місці (відрахування благодійного внеску від зарплат).  Програма  проходить з 2006 р.  і у ній взяли участь більше 8 тис. осіб.
- Конкурс грантових проектів серед громадських організацій та ініціативних груп на проведення регіональних кампаній зі збору коштів для придбання медичного обладнання для обласних дитячих лікарень;
- Акція «Лист про допомогу» - письмові звернення з проханням здійснити благодійний внесок для придбання медичного обладнання  (2006-2008 рр.).
- Акція «Врятуймо немовлят!» - збір коштів серед читачів журналу «Единственна»я через розміщення на сторінках журналу реальних історій про врятування лікарями життя немовлятам, які народилися з критично малою вагою тіла.  Акція пройшла у 2008 р.[1]

В результаті проведення програми було зібрано 3,3 млн грн., придбано та передано Науково-практичному медичному центру дитячої кардіології та кардіохірургії кардіореанімобіль вартістю майже 1 млн грн., а також комплекти медичного обладнання для реанімаційних відділень обласних дитячих лікарень: Дніпропетровській, Львівській, Полтавській, Херсонській, Сумській, Миколаївській, Чернігівській, Чернівецькій, Черкаській (дитяче хірургічне відділення), Житомирській, Закарпатській, Хмельницькій і Керченській (АР Крим).
Програма отримала загальне визнання, зокрема, на III Національному фестивалі соціальної реклами програма «Здорові діти в щасливій країні» посіла почесне II місце в номінації «Комплексні комунікаційні соціальні проекти».